# كاوري تاكاهاشي
كاوري تاكاهاشي (باليابانية: 高橋馨) هي سباحة متزامنة يابانية، ولدت في 30 مارس 1974 في إيواته في اليابان.

## وصلات خارجية
- كاوري تاكاهاشي على موقع الاتحاد الدولي للسباحة (الإنجليزية)
- كاوري تاكاهاشي على موقع أوليمبيديا (الإنجليزية)